# Giennadij Komnatow
Giennadij Wiktorowicz Komnatow (ros. Геннадий Викторович Комнатов, ur. 18 września 1949 w Żełannem, zm. 30 marca 1979 w Omsku) – radziecki kolarz szosowy, mistrz olimpijski oraz trzykrotny wicemistrz świata.

## Kariera
Pierwszy sukces w karierze Giennadij Komnatow osiągnął w 1972 roku, kiedy wspólnie z Borisem Szuchowem, Walerijem Lichaczowem i Walerijem Jardym zdobył złoty medal w drużynowej jeździe na czas podczas igrzysk olimpijskich w Monachium. Był to jego jedyny start olimpijski. Razem z Siergiejem Sinicynem, Borisem Szuchowem i Jurijem Michajłowem wywalczył w tej samej konkurencji srebrny medal na mistrzostwach świata w Barcelonie w 1973 roku. Wynik ten reprezentanci ZSRR z Komnatowem w składzie powtórzyli także na mistrzostwach w Montrealu w 1974 roku i rozgrywanych rok później mistrzostwach w Yvoir. W pierwszym przypadku partnerowali mu Walerij Czapłygin, Władimir Kaminski i Rinat Szarafulin, a w 1975 roku stanął na podium razem z Aavo Pikkuusem, Władimirem Kaminskim i Walerijem Czapłyginem. Poza tym jego największym osiągnięciem było drugie miejsce w klasyfikacji generalnej Tour de Bretagne w 1973 roku. Giennadij Komnatow zginął 30 marca 1979 roku w wypadku samochodowym w Omsku. Miał 29 lat.